# Шперле, Хуго
Хуго Шперле (нем. Hugo Sperrle, 7 февраля 1885 года — 2 апреля 1953 года) — немецкий военный деятель, генерал-фельдмаршал люфтваффе во Второй мировой войне.

## Начало военной карьеры
Родился в Людвигсбурге (Баден-Вюртемберг) в 1885 году.
В июле 1903 года поступил на военную службу, фанен-юнкером (кандидат в офицеры), в пехотный полк. В октябре 1904 года произведён в лейтенанты, в октябре 1912 года — в обер-лейтенанты. С октября 1913 до августа 1914 года обучался лётному делу.

## Первая мировая война
С начала Первой мировой войны служил лётчиком-наблюдателем. С ноября 1914 — капитан. В феврале 1916 года — тяжело ранен в авиакатастрофе. С июля 1916 года — командир 60-го авиаотряда. В 1917 году командовал авиагруппой, затем руководил училищем воздушных наблюдателей в Кёльне. С января 1918 — начальник авиации при 7-й армии.
За Первую мировую войну награждён Железными крестами обеих степеней и ещё пятью орденами.

## Между мировыми войнами
После войны Шперле вступил в Добровольческий корпус. В Веймарской республике, которой согласно Версальскому договору запрещалось иметь военную авиацию, Шперле служил в штабе 5-й пехотной дивизии, с 1924 — в военном министерстве. В 1926 году произведён в майоры. В 1928 году прошёл курс авиаподготовки в секретной немецкой лётной школе в г. Липецк (СССР). С 1933 года — полковник, командир 8-го пехотного полка.
С марта 1934 переведён в военное министерство на должность офицера по особым поручениям (люфтваффе). При этом люфтваффе фактически находились на нелегальном положении. В марте 1935 Гитлер объявил о денонсации Версальского договора и создании люфтваффе. В октябре 1935 года Шперле получил звание генерал-майора. В 1935—1938 годах Шперле командовал 5-м округом ВВС (Мюнхен).

## Гражданская война в Испании
17 июля 1936 началась гражданская война в Испании. В ноябре 1936 года был создан немецкий авиаконтингент — Легион «Кондор». Легион состоял из добровольцев, командный и лётный состав комплектовался из офицеров и унтер-офицеров люфтваффе, а в технический персонал входили гражданские специалисты немецких авиастроительных заводов (поскольку испытывалась новая авиатехника).
Шперле был назначен первым командиром легиона, начальником его штаба стал другой будущий генерал-фельдмаршал авиации — Вольфрам фон Рихтгофен. Шперле командовал легионом с ноября 1936 по октябрь 1937.
В апреле 1937 года Шперле был произведён в генерал-лейтенанты, 31 октября 1937 года передал командование легионом генерал-майору Гельмуту Фолькману и вернулся в Германию. 1 ноября 1937 года Шперле получил звание генерала авиации (нем. General der Flieger).
За участие в войне в Испании Шперле был награждён Испанским крестом — специальной наградой, учреждённой Гитлером в 1939 году (после полного окончания боевых действий в Испании) для немцев, участвовавших в Испанской гражданской войне. Шперле стал одним из 28 человек, получивших Испанский крест с золотыми мечами и бриллиантами (высшую степень ордена). Кроме того, Шперле был награждён орденом и двумя медалями Испании.
1 февраля 1938 года Шперле назначен командиром 3-й группы люфтваффе, которая через год была переименована в 3-й воздушный флот.

## Вторая мировая война
Во время Польской кампании 3-й воздушный флот под командованием Шперле взаимодействовал с Группой армий «C» генерал-полковника (General-oberst) фон Лееба. В мае 1940 года во время вторжения во Францию Шперле прикрывал Группу армий «А» генерал-полковника фон Рундштедта, на которую легла основная задача по разгрому французских войск. По результатам Французской кампании Шперле был награждён Рыцарским крестом и произведён в генерал-фельдмаршалы, минуя звание генерал-оберст.
 « … Шперле разместил свой штаб не где-нибудь, а в Люксембургском дворце, когда-то принадлежавшем Марии Медичи. Фельдмаршал походил на своего шефа не только неуемной тягой к роскоши и присущим им обоим желанием пустить пыль в глаза, но и тучной комплекцией».— А.Шпеер, «Воспоминания»,(пер.с нем. С.Фридлянд; И.Розанова) 2-е изд.,испр.-М. : «Захаров», 2010 - 688 с.
С июля 1940 года Шперле командовал всеми силами люфтваффе на Западе. В июле — октябре 1940 года он принимал руководящее участие в «Битве за Британию».
В день высадки союзников в Нормандии, 6 июня 1944 год, под командованием Шперле было около 400 самолётов, боеготовых из них — менее 200, и они не имели возможности успешно противостоять действиям многократно превосходящей авиации союзников. Шперле впал в немилость Гитлера и 23 августа 1944 года снят с должности и отправлен в резерв фюрера (фактически — в отставку).

## После Второй мировой войны

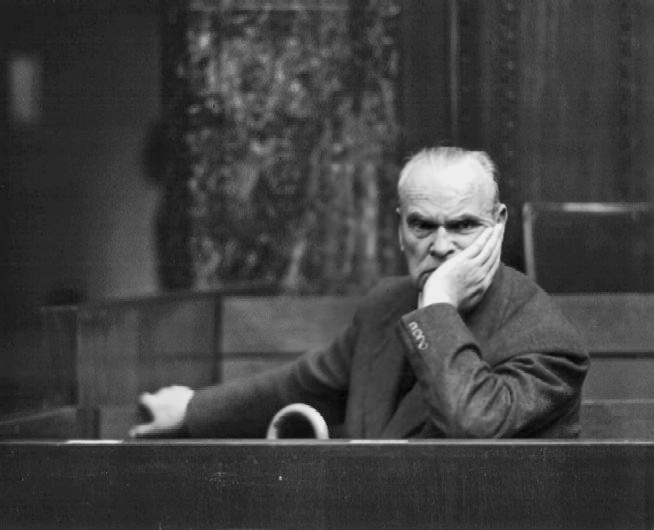
Шперле на военном трибунале

8 мая 1945 года Шперле был взят в американский плен. Вместе с тринадцатью другими высокопоставленными немецкими военными он предстал перед американским военным трибуналом (один из так называемых последующих Нюрнбергских процессов). Он, как и все подсудимые на этом процессе, был обвинён в ведении агрессивной войны, военных преступлениях и преступлениях против мирного населения. Процесс завершился 28 октября 1948 года, Шперле был полностью оправдан и отпущен на свободу. Единственный генерал-фельдмаршал, который предстал перед трибуналом, но был оправдан.
Гитлер называл самыми страшно выглядящими военачальниками своей армии Шперле и Рейхенау.

## Награды
- Железный крест I и II степени
- Рыцарский крест ордена Церингенского льва с дубовыми листьями и мечами — 18 мая 1915[4]
- Рыцарский крест ордена Дома Гогенцоллернов с мечами (Пруссия) — 31 марта 1917[4]
- Знак военного лётчика (Пруссия)[4]
- Рыцарский крест  ордена «За боевые заслуги» (Вюртемберг)[4]
- Рыцарский крест ордена Фридриха с мечами (Вюртемберг)[4]
- Крест Почёта[нем.] III степени с мечами (Рейсс)[4]
- Медаль «За Испанскую кампанию» (Испания)
- Военный крест[англ.] (Испания)
- Значок испанского пилота
- Знак «Лётчик-наблюдатель» в золоте с бриллиантами — 19 ноября 1937[5]
- Испанский крест в золоте с бриллиантами[6]
- Пряжка к Железному кресту I и II степени
- Рыцарский крест Железного креста — 17 мая 1940[7]